# Dianthus inamoenus
Dianthus inamoenus är en nejlikväxtart som beskrevs av Schischkin. Dianthus inamoenus ingår i släktet nejlikor, och familjen nejlikväxter. Inga underarter finns listade i Catalogue of Life.